# Australia's Next Top Model (prima stagione)

## Svolgimento
La prima serie di Australia's Next Top Model è andata in onda dall'11 gennaio al 22 febbraio 2005 ed è l'unica ad aver avuto soltanto 10 partecipanti e nessuna destinazione internazionale; la finale si è svolta dal vivo a Melbourne. La vincitrice, Gemma Sanderson, ha vinto un contratto con la "Chic Model Management", un viaggio pagato a Milano, un servizio di 8 pagine sulla rivista "Cleo" e un anno come testimonial di una casa di cosmetici.

## Concorrenti

### In ordine di eliminazione
(L'età si riferisce al tempo della messa in onda del programma)
| Concorrente        | Età | Altezza | Provenienza                     | Posizione     |
| ------------------ | --- | ------- | ------------------------------- | ------------- |
| Naomi Thompson     | 22  | 170 cm  | Townsville, Queensland          | 10.           |
| Nicole Fraser      | 19  | 183 cm  | Albury, Nuovo Galles del Sud    | 9.            |
| Atong Tulba Mulual | 19  | 177 cm  | Sydney, Nuovo Galles del Sud    | 8.            |
| Allana Ridge       | 20  | 175 cm  | Sydney, Nuovo Galles del Sud    | 7. (ritirata) |
| Zoe McDonald       | 20  |         | Gold Coast, Queensland          | 6.            |
| Simmone Duckmanton | 19  | 175 cm  | Melbourne, Victoria             | 5.            |
| Samantha Morley    | 20  |         | Gold Coast, Queensland          | 4.            |
| Shannon McGuire    | 20  | 175 cm  | Perth, Australia Occidentale    | 3.            |
| Chloe Wilson       | 19  |         | Adelaide, Australia Meridionale | 2.            |
| Gemma Sanderson    | 22  | 178 cm  | Newcastle, Nuovo Galles del Sud | Vincitrice    |

## Summaries

### Ordine di eliminazione
| 1  | Chloe    | Gemma    | Simmone  | Shannon  | Chloe    | Samantha | Shannon  | Chloe   | Gemma |  |  |  |
| 2  | Allana   | Samantha | Gemma    | Samantha | Samantha | Shannon  | Gemma    | Gemma   | Chloe |  |  |  |
| 3  | Simmone  | Shannon  | Samantha | Simmone  | Simmone  | Chloe    | Chloe    | Shannon |       |  |  |  |
| 4  | Shannon  | Chloe    | Zoe      | Gemma    | Gemma    | Gemma    | Samantha |         |       |  |  |  |
| 5  | Zoe      | Simmone  | Chloe    | Chloe    | Shannon  | Simmone  |          |         |       |  |  |  |
| 6  | Gemma    | Atong    | Shannon  | Zoe      | Zoe      |          |          |         |       |  |  |  |
| 7  | Samantha | Zoe      | Allana   | Allana   |          |          |          |         |       |  |  |  |
| 8  | Atong    | Allana   | Atong    |          |          |          |          |         |       |  |  |  |
| 9  | Nicole   | Nicole   |          |          |          |          |          |         |       |  |  |  |
| 10 | Naomi    |          |          |          |          |          |          |         |       |  |  |  |

- Nel quarto episodio, Allana abbandona la gara per motivi personali; Chloe e Zoe sono al ballottaggio per l'eliminazione, ma vengono entrambe salvate

     La concorrente è stata eliminata
     La concorrente ha lasciato la gara volontariamente
     la concorrente è parte di una non eliminazione
     La concorrente ha vinto la competizione

### Servizi
- Episodio 1: Sexy costumi in spiaggia
- Episodio 2: A cavallo
- Episodio 3: Biancheria intima in coppia
- Episodio 4: Beauty shots con ragni
- Episodio 5: Intimità con modello
- Episodio 6: Vendendo scarpe
- Episodio 7: Nude ricoperte di gioielli
- Episodio 8: Sfilata e beauty shots per cosmetici